# Barbut verd alablau
El barbut verd alablau (Psilopogon franklinii) és una espècie d'ocell de la família dels megalèmids (Megalaimidae) que habita boscos als turons i muntanyes al nord-est de l'Índia, sud-oest de la Xina, Myanmar, Tailàndia i Malaca. Ha estat considerat coespecífic del barbut verd de collar.